# Mlaștina „Togai”
Mlaștina „Togai” este o rezervație naturală mixtă în raionul Ștefan Vodă, Republica Moldova. Este amplasată la est de satul Crocmaz, 100 m de la albia Nistrului, ocolul silvic Olănești, parcela 27. Are o suprafață de 50 ha. Obiectul este administrat de Gospodăria Silvică de Stat Bender.